# Казанское сельское поселение (Омская область)
Казанское се́льское поселе́ние — муниципальное образование в Любинском районе Омской области Российской Федерации.
Административный центр — село Казанка.

## История
Статус и границы сельского поселения установлены Законом Омской области от 30 июля 2004 года № 548-ОЗ «О границах и статусе муниципальных образований Омской области».

## Население
| 2010  | 2011  | 2012  | 2013  | 2014  | 2015  | 2016  |
| ----- | ----- | ----- | ----- | ----- | ----- | ----- |
| 1626  | ↗1627 | ↗1653 | ↘1634 | ↗1655 | ↗1668 | ↗1694 |
| 2017  | 2018  | 2019  | 2020  | 2021  | 2023  |       |
| ↘1679 | ↘1633 | ↘1613 | ↘1602 | ↗1622 | ↗1629 |       |

## Состав сельского поселения
| № | Населённый пункт | Тип населённого пункта       | Население |
| - | ---------------- | ---------------------------- | --------- |
| 1 | Казанка          | село, административный центр | 749       |
| 2 | Квасовка         | деревня                      | ↗505      |
| 3 | Матюшино         | деревня                      | 372       |